# Officier de justice
Dans certains pays, officier de justice est le titre d'une personne qui exerce une profession à caractère juridique reconnue par la loi. Il s'agit d'une personne ayant les responsabilités et les pouvoirs de représenter, de faciliter, d'arbitrer, de présider et de prendre des décisions et des directives concernant l'application de la loi.

## Droit par pays

### Canada

#### Québec
D'après le Dictionnaire de droit québécois et canadien de Hubert Reid, un officier de justice est une « personne qui exerce une fonction publique se rattachant à l'administration de la justice. Ex: un greffier, un huissier de justice, un shérif. Ces officiers sont nommés par arrêté du ministre de la justice ». 
Le titre d'officier de justice tient soit du fait que la personne exerce sa profession en vertu d'une assermentation dans un ordre professionnel juridique (avocat, notaire, huissier), soit du fait que la personne travaille directement pour le tribunal, comme dans le cas des greffiers. L'arrêt Fortin c. Chrétien de la Cour suprême du Canada affirme que l'avocat est un officier de justice en raison de la fonction publique qu'il exerce auprès du tribunal (article 2 de la Loi sur le Barreau).
L'article 4 de la Loi sur les tribunaux judiciaires définit l'officier de justice comme étant : « le shérif, le greffier de la Cour supérieure, le greffier de la Cour du Québec et tout autre officier nécessaire à l’administration de la justice au Québec ». 
Il existe des règles communes à tous les officiers de justice, telles que l'article 1783 du Code civil du Québec concernant l'interdiction de l'acquisition de droits litigieux  et la surveillance des officiers de justice par le ministre de la justice en vertu de l'article 3 de la Loi sur le ministre de la Justice.
Le titre d'officier public du notaire est distinct du titre d'officier de la justice. L'officier public est une personne qui conserve ou dresse des actes authentiques. L'article 10 de la Loi sur le notariat indique que le notaire est à la fois officier public, collaborateur à l'administration de la justice (donc officier de justice) ainsi que conseiller juridique.

### États-Unis

#### Officier de la cour
Dans les pays de common law, les officiers de la cour (anglais : officer of the court) sont les personnes suivantes : 
- les juges, magistrats et arbitres.
- les procureurs et les défenseurs des victimes d'actes criminels.
- les avocats pour chaque partie - la Cour suprême des États-Unis a statué dans Ex parte Garland que « les avocats et les conseillers ne sont pas des officiers des États-Unis ; ce sont des officiers de justice, admis comme tels par son ordonnance sur preuve de leur possédant une formation juridique suffisante et un caractère privé équitable."

#### Officier judiciaire
Aux États-Unis, un officier judiciaire (anglais : judicial officier) est une personne nommée politiquement à la branche judiciaire des États-Unis, qui est chargée par le président des États-Unis. Les exemples incluent les juges, les magistrats, les arbitres de forclusion et les arbitres. Une liste complète des officiers de justice est publiée après chaque élection, avec tous les autres officiers des États-Unis, dans le livre United States Government Policy and Supporting Positions, ou plus communément appelé le Plum Book.

### France (Ancien Régime)
La notion d'officier de justice était utilisée sous l'Ancien Régime français. D'après l'ouvrage La justice criminelle du roi au Canada au XVIIIe siècle, les officiers de justice en Nouvelle-France sont le procureur général du roi, le premier conseiller du conseil supérieur, le lieutenant civil et criminel, le prévôt de la maréchaussée, le greffier du conseil supérieur, le maître des hautes œuvres (bourreau), le conseiller au conseil supérieur, le procureur du roi, le greffier, ainsi que des petits fonctionnaires comme les huissiers et les notaires.

### Koweït
Au Koweït, les officiers de justice sont des agents assermentés chargés de l'application de la loi ayant la capacité d'appliquer la loi dans leur spécialité ; un exemple serait les officiers de justice environnementaux de l'Autorité publique de l'environnement, qui fonctionnent effectivement comme une force de police judiciaire environnementale qui applique la loi environnementale du pays.

### Pays-Bas
Aux Pays-Bas, les officiers de justice (en néerlandais : officiers van justitie) sont les procureurs du ministère public. Nommés en conseil des ministres sur proposition du ministre de la Justice et de la Sécurité, ils sont environ 800 au niveau national. Chaque parquet d'arrondissement (subdivision de justice) compte un officier de justice en chef (hoofdofficier van justitie).

### Royaume-Uni
Au Royaume-Uni, les officiers de justice de la Couronne sont les conseillers juridiques et représentants du gouvernement britannique.

### Sri Lanka
Au Sri Lanka, les officiers de justice sont les juges et les magistrats de district. Ils sont nommés par la Commission de la magistrature.